# Marco Di Mauro (álbum)
Marco Di Mauro é o álbum de estreia do cantor e compositor italiano Marco Di Mauro. Foi lançado em 30 de outubro de 2009 pela Warner Music no México. Musicalmente, é um disco do gênero pop latino. Produzido por Armando Ávila. "Nada de Nada", seu primeiro single, rapidamente se posicionou em primeiro lugar nas rádios de muitos países da América Latina. O segundo single, "Mi Vida Sabe a Ti", alcançou os principais spots de rádio em toda a América e Espanha. Em 2010, o álbum recebeu certificação de ouro no México por mais de 30 mil cópias vendidas no país.

## Faixas
Todas as canções foram compostas por Marco Di Mauro.
| Edição padrão  |                         |                |         |  |
| N.º            | Título                  | Compositor(es) | Duração |  |
| 1.             | "Pasará"                |                | 3:30    |  |
| 2.             | "Nada de Nada"          |                | 4:10    |  |
| 3.             | "Siempre"               |                | 3:53    |  |
| 4.             | "Mi Vida Sabe a Ti"     |                | 3:56    |  |
| 5.             | "Hazme Compañia"        |                | 3:21    |  |
| 6.             | "La Fuerza de Gravedad" |                | 3:47    |  |
| 7.             | "Andar Contigo"         |                | 3:49    |  |
| 8.             | "Rayo de Luz"           |                | 3:39    |  |
| 9.             | "Algo Que Me Falta"     |                | 3:58    |  |
| 10.            | "¿Qué Pasó?"            |                | 3:43    |  |
| 11.            | "Volamos"               |                | 4:04    |  |
| Duração total: | Duração total:          | Duração total: | 41:51   |  |

## Desempenho nas tabelas musicais

### Posições
| Tabela musical (2010)   | Melhor posição |
| ----------------------- | -------------- |
| México (Top 100 Mexico) | 13             |

## Vendas e certificações
| Região                                         | Certificação | Vendas/distribuição |
| ---------------------------------------------- | ------------ | ------------------- |
| México (AMPROFON)                              | Ouro         | 30,000^             |
| ^distribuições baseadas apenas na certificação |              |                     |

## Histórico de lançamento
| Região | Data                  | Edição | Formato          | Gravadora    |
| ------ | --------------------- | ------ | ---------------- | ------------ |
| México | 30 de outubro de 2009 | Padrão | CD               | Warner Music |
| México | 30 de outubro de 2009 | Padrão | Download digital | Warner Music |
| México | 30 de outubro de 2009 | Padrão | Streaming        | Warner Music |

## Créditos
As informações abaixo foram retiradas do AllMusic.
- Vocal: Marco Di Mauro
- A&R: Alejandro Abaroa, Fabiola Cardona
- Direção: Alejandro Abaroa
- Composição: Marco Di Mauro
- Violino: Felix Parra Aguilera, Noemi Ewe, Oleg Gouk, Ángel Hernández, Victoria Horti, Vera Koulkova, Verónica Medina, Franz Morales, Carlos Rosas, Igor Ryndine
- Coro: Esther Alba, Armando Ávila, Marco Di Mauro
- Arranjo: Armando Ávila
- Baixo: Armando Ávila
- Engenharia: Armando Ávila, Juan Carlos Moguel, Francisco Oroz, Pepe Ortega
- Guitarra acústica: Armando Ávila, Marco Di Mauro
- Guitarra elétrica: Armando Ávila, Francisco Oroz
- Hammond B3: Armando Ávila
- Mellotron: Armando Ávila
- Mixagem: Armando Ávila
- Piano: Armando Ávila
- Produção: Armando Ávila
- Programação: Armando Ávila
- Arranjos de cordas: Armando Ávila
- Produtor executivo: Emilio Ávila
- Gerente de estúdio: Enrique Ávila
- Bateria: Javier Barrera, Lee Levin
- Direção de cordas: Michkin Boyzo
- Coordenação: Fabiola Cardona, Luz María Carrera
- Vestiário: Luz María Carrera
- Viola: Inessa Galscyan, Vitali Roumanov
- Violoncelo: Luz María Frenk, Loubov Kouzminikh
- Coordenação de produção: Mónica Jiménez
- Masterização: George Marino
- Assistência: Juan Carlos Martínez, Rotger Rosas, Hugo Serna
- Assistente de produção: Nicolás Ortiz
- Maquiagem: Fernando Pedraza
- Penteado: Fernando Pedraza
- Produção de sessão: Verania Pérez
- Percussão: Javier Salgado
- Fotografia: Uriel Santana
- Direção vocal: Carlos "Patato" Valdés